# Rio Fembediu
O Rio Fembediu é um rio da Romênia, afluente do Târnava Mare, localizado no distrito de Harghita.